# Giulio Masetti
Giulio Masetti (ur. w 1895 roku w Vinci, zm. 25 kwietnia 1926 roku w Madonie) – włoski kierowca wyścigowy.

## Kariera
Masetti rozpoczął karierę w wyścigach samochodowych po I wojnie światowej, kiedy odkupił od Ascari 3,4-litrowy Fiat S57. Startował głównie we Włoszech, gdzie w 1919 roku uplasował się na czwartej pozycji w Targa Florio. W 1921 roku w tym samym samochodzie odniósł zwycięstwo w Targa Florio. W późniejszych latach wygrywał także w Gran Premio Gentlemen 1921 oraz Targa Florio 1922. W sezonie 1924 dołączył do ekipy Sunbeam, w której jego największym osiągnięciem był trzecie miejsce w Grand Prix Francji. Zginął w wyścigu Targa Florio w 1926 roku.